# 나가오카군

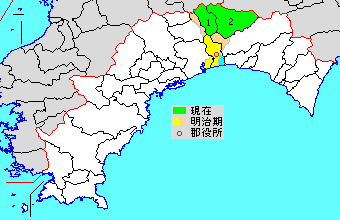
고치현 나가오카군의 위치

나가오카군(일본어: 長岡郡, ながおかぐん)은 일본 고치현(도사국)의 군이다.
인구 5,668명, 면적 449.28km², 인구밀도 12.6명/km².(2025년 3월 1일, 추계인구)
2개의 정으로 이루어져 있다.
- 오토요정(大豊町)
- 모토야마정(本山町)